# Steinbergtunnel
Le Steinbergtunnel est un tunnel ferroviaire, le plus méridional des 66 de la LGV Hanovre - Wurtzbourg. Long de 579 m, il traverse la roche calcaire du Würzburger Stein auquel il doit son nom.

## Caractéristiques
Dans le tunnel se trouve une ligne dans le sens nord-sud vers Wurtzbourg atteignant la gare centrale de la ville qui est disposée dans le sens est-ouest en une courbe continue. La voie décrit vers le sud une courbe vers la gauche d'un rayon de 1 602 m. En raison de nombreux points de contrainte, un arc d'un rayon de 7 000 m est impossible. On peut rouler dans le tunnel jusqu'à 160 km/h.
À l'extrémité au sud-est du tunnel, une rampe longue de 576 m conduit vers la gare centrale. Au nord-est, après le pont traversant la vallée du Dürrbach, se trouve le Roßbergtunnel (de), long de 2,2 km.

## Histoire
Au milieu des années 1970, une résistance populaire s'oppose au plan de la Deutsche Bundesbahn d'un tunnel traversant un vignoble célèbre depuis Goethe. Après des discussions se dessine une variante (de) partant de la gare centrale et referait surface 11,2 km plus loin.
La ville de Würzburg pose un certain nombre d'exigences dans la conception, en particulier des extrémités du tunnel, des murs de soutènement, et des mesures de protection contre le bruit. Plusieurs plaintes de propriétaires devant le tribunal administratif de Würzburg concernant le bruit sont rejetées.
L'approbation du plan d'un tunnel pour une nouvelle ligne partant la gare centrale de Wurtzbourg est adoptée en mars 1984. Il prévoit aussi le lancement des travaux au premier semestre 1984.
À la fin des années 1970, un rayon d'une courbure minimal de 1 500 m avait été prévu,. Cela correspondait à la distance qu'il fallait pour accélérer et freiner aux trains les plus rapides au départ de la gare. Fin 1983, on calcule une longueur de 753 m.
La construction du Roßbergtunnel et du Steinbergtunnel est confiée à six entreprises sous la direction technique de la société autrichienne Monierbau. Le contrat est attribué en 1985.
Le 4 septembre 1985, le chantier est inauguré par Magarete Jaumann, l'épouse de l'ancien ministre bavarois de l'Économie, Anton Jaumann (de). Les tunneliers avaient pénétré de 70 m dans la montagne. Il s'agit du dernier perçage de la ligne mise en service en 1988. Le tunnel est fini d'être percé le 4 décembre 1985.

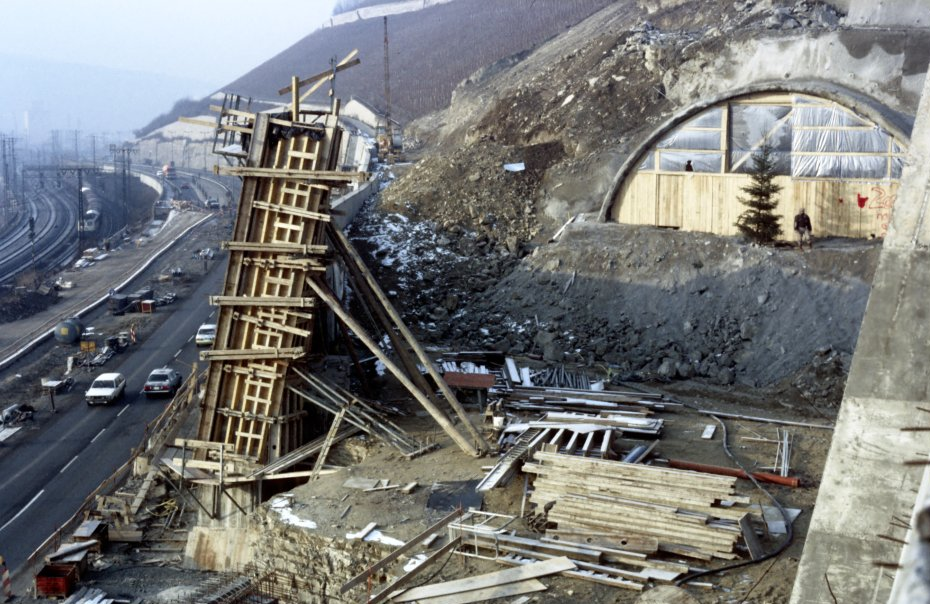
Construction de l'extrémité sud du Steinbergtunnel en janvier 1986.
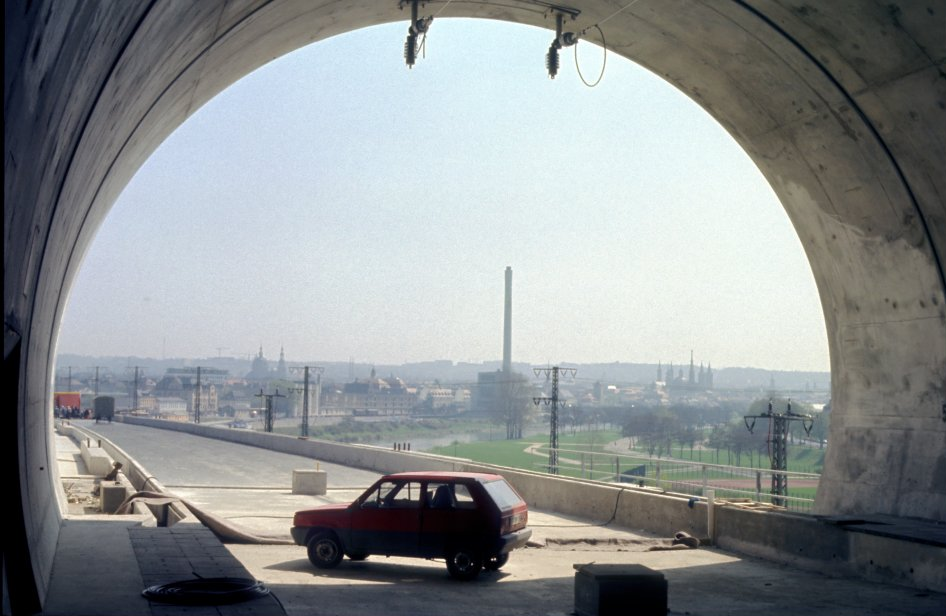
Entrée sud du Steinbergtunnel, avec au fond la centrale thermique de Wurtzbourg, en 1987.

### Source
- (de) Cet article est partiellement ou en totalité issu de l’article de Wikipédia en allemand intitulé « Steinbergtunnel » (voir la liste des auteurs).